# Quận McKean, Pennsylvania
Quận McKean là một quận trong tiểu bang Pennsylvania, Hoa Kỳ. Quận lỵ đóng ở Smethport. Quận được lập năm 1804 và được tổ chức lại năm 1826. Quận được đặt tên để vinh danh cựu thống đốc Pennsylvania và người ký Tuyên ngôn độc lập Hoa Kỳ Thomas McKean.. Theo điều tra dân số năm 2010 của Cục điều tra dân số Hoa Kỳ, quận có dân số 43450 người.

## Địa lý
Theo Cục điều tra dân số Hoa Kỳ, quận có diện tích 2549 kilômét vuông, trong đó có 13 km2 là diện tích mặt nước.